# Paolo Bozzini

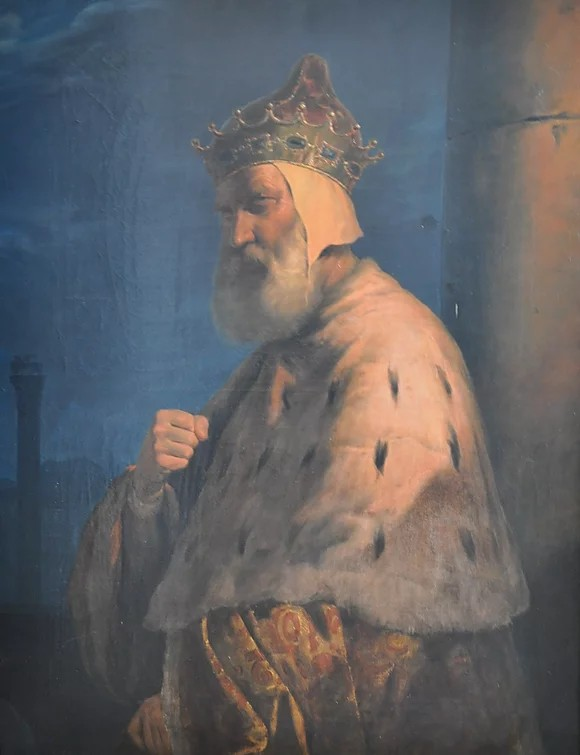
Le doge Pietro Lando.

Paolo Bozzini, né à Plaisance le 25 janvier 1815 et mort dans la même ville le 22 janvier 1892, est un  peintre italien.

## Biographie
Paolo Bozzini est né à Plaisance où il a commencé ses études auprès de Carlo Maria Viganoni.  Le patronage du docteur Lodovico Guglieri, lui a permis de se rendre à Rome pour travailler dans les studios de Vincenzo Camuccini et Francesco Podesti. Le prêtre Luigi Rezzi, également de Plaisance et professeur à l'Université de la Sapienza à Rome, l'a également aidé à concevoir des œuvres. Paolo Bozzini est mort d'une paralysie progressive. Sa fille Candida Luigia Bozzini était également peintre.

## Œuvres
Parmi ses œuvres à Plaisance : 
- Martyre de Santa Giustina, retable de la sacristie de la cathédrale de Plaisance ;
- L'arrestation de Pandolfo Collenuccio de Pesaro ;
- Filippo Arcelli répond aux besoins de son frère et de son fils depuis une fenêtre du château de Sant'Antonino à Plaisance ;
- Giulio Alberovi présente le portrait d'Elisabeth Farnese à Philippe V, roi d'Espagne ;
- Défense de Plaisance contre le siège de Francesco Sforza ;
- Correggio montre son saint Jérôme dans son atelier chez une religieuse ;
- Garibaldi s'embarque de Marseille ;
- Apothéose de St Rocco pour l'église du même nom ;
- Jérémie prédit la captivité aux Hébreux ;
- Mort de Matatia ;
- Apothéose de San Ludovico .